# Синие зайцы, или Музыкальное путешествие
«Синие зайцы, или Музыкальное путешествие» с песнями, танцами и джигитовкой при участии диких и домашних животных — советский фильм режиссёра Виталия Аксёнова 1972 года.

## Содержание
У клоуна Саши (Александр Филиппенко) не выходит номер с осликом. После очередного провала он отправляется вместе с ним в путешествие. Объездив всю страну, они возвращаются и снова выступают перед зрителями…

## В ролях
- Александр Филиппенко — клоун Саша
- Валентина Теличкина — Прекрасная Женщина
- Вячеслав Аблотиа — кавказец
- Август (Аугустас) Балтрушайтис — бородач
- Мария Берггольц
- Татьяна Бузян
- Александр Карпов
- Александр Липов — пожарник
- Марк Розовский
- Любовь Тищенко — врач
- Наталья Немшилова (Баркова) — Лена
- Амиран Таниа — Ладикуа
- Александр Афанасьев — завхоз детсада
- Вячеслав Васильев — мужчина на Дворцовой площади
- Александр Анисимов — эпизод (нет в титрах)